# Anekumena

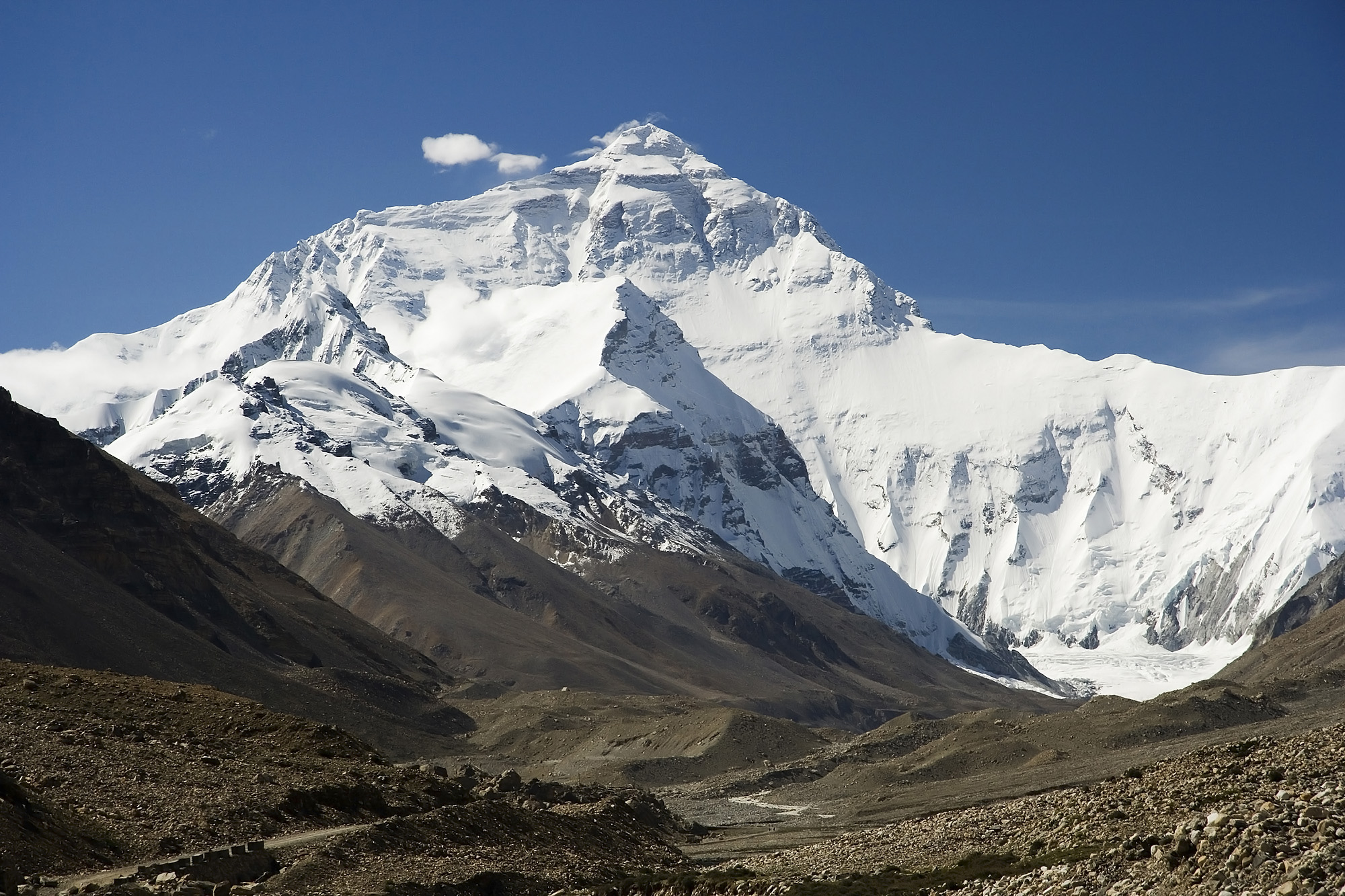
Północna ściana Mount Everestu

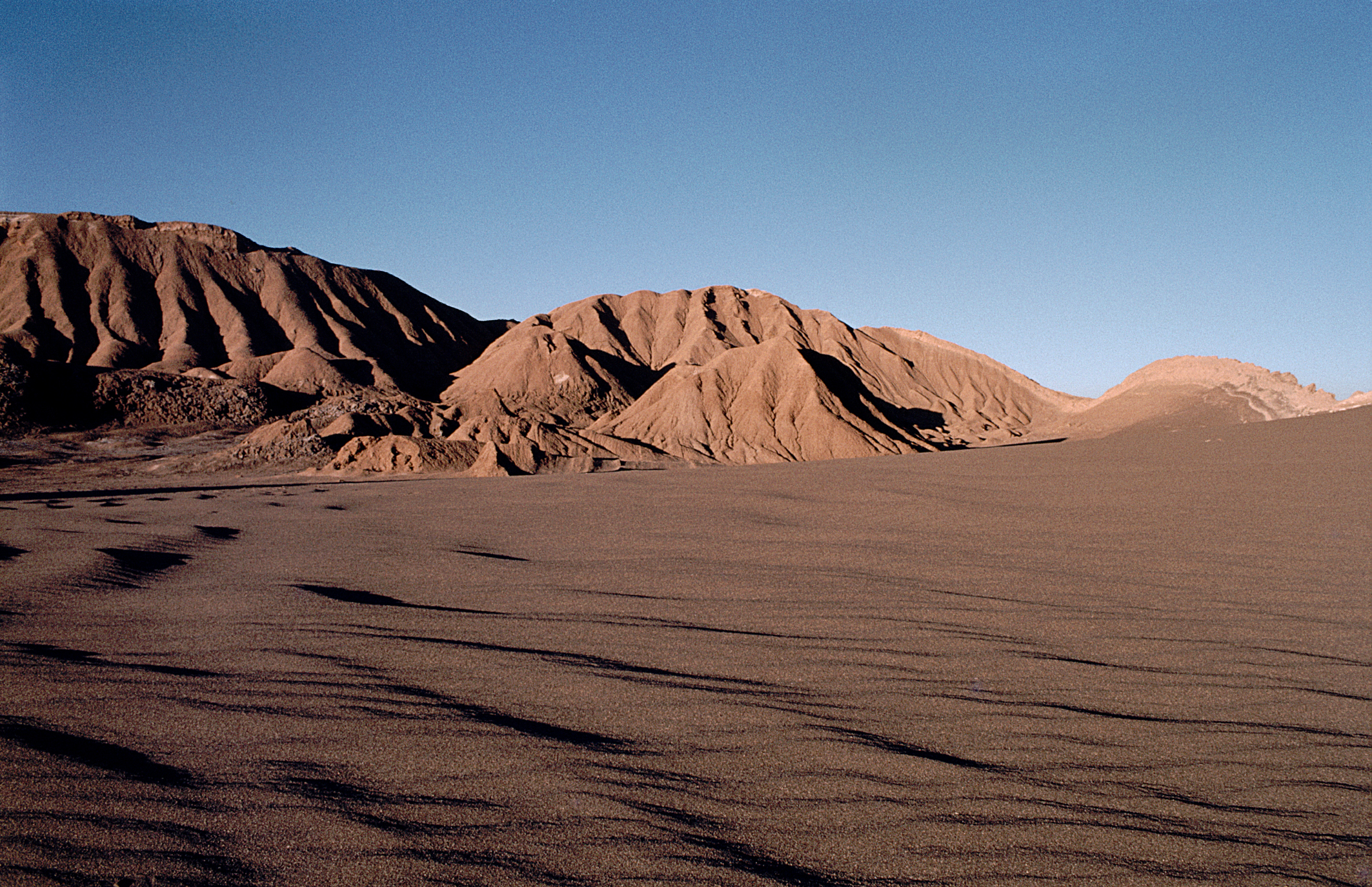
Pustynia Atacama

Anekumena (z stgr. ἀν- an- „nie, bez” + οἰκουμένη oikoumene „świat zaludniony”) – obszar na kuli ziemskiej trwale i całkowicie niezamieszkany przez człowieka i niewykorzystywany gospodarczo, w przeciwieństwie do ekumeny, czyli terenów stale zamieszkanych i subekumeny – terenów zamieszkanych czasowo.
Do anekumeny można zaliczyć np. obszary pustynne, obszary polarne oraz szczytowe partie wysokich pasm górskich.